# Кубок Лаосу з футболу 2020
Кубок Лаосу з футболу 2020 — (також відомий як Коммандо Кубок Федерації футболу Лаосу) 12-й розіграш кубкового футбольного турніру у Лаосі. Титул володаря кубка вперше здобув Янг Елефантс.

## Календар
| Раунд            | Дата               | Матчі | Клуби   |
| ---------------- | ------------------ | ----- | ------- |
| Попередній раунд | 5-6 вересня 2020   | 6     | 20 → 14 |
| Перший раунд     | 19-20 вересня 2020 | 6     | 14 → 8  |
| 1/4 фіналу       | 17-18 жовтня 2020  | 4     | 8 → 4   |
| 1/2 фіналу       | 24 жовтня 2020     | 2     | 4 → 2   |
| Фінал            | 31 жовтня 2020     | 1     | 2 → 1   |

## Попередній раунд
| Команда 1         | Рахунок | Команда 2            |
| ----------------- | ------- | -------------------- |
| 5 вересня 2020    |         |                      |
| Трініті (2)       | 0:3     | ХБТ 941 (2)          |
| Гаруда 369 (2)    | 2:0     | В'єнтьян Юнайтед (2) |
| Армія Лаосу (2)   | 0:1     | Мвангхат Юнайтед (2) |
| 6 вересня 2020    |         |                      |
| СЕК Юнайтед (2)   | 0:7     | Лао-ТОП Колледж (2)  |
| Квест Юнайтед (2) | 0:1     | СТТ (2)              |
| Беган Юнайтед (2) | 3:6     | КПС (2)              |

## Перший раунд
| Команда 1       | Рахунок      | Команда 2            |
| --------------- | ------------ | -------------------- |
| 19 вересня 2020 |              |                      |
| КПС (2)         | 0:2          | Янг Елефантс         |
| Поліція Лаосу   | 5:0          | В'єнтьян Капітал (2) |
| В'єнгчан        | 2:4          | Езра                 |
| 20 вересня 2020 |              |                      |
| ХБТ 941 (2)     | 2:1          | СТТ (2)              |
| В'єнтьян        | 2:2 пен. 2:4 | Мвангхат Юнайтед (2) |
| Гаруда 369 (2)  | 3:4          | Мастер 7             |

## 1/4 фіналу
| Команда 1      | Рахунок | Команда 2            |
| -------------- | ------- | -------------------- |
| 17 жовтня 2020 |         |                      |
| Янг Елефантс   | 4:3     | Поліція Лаосу        |
| Езра           | 7:1     | Лао-ТОП Колледж (2)  |
| 18 жовтня 2020 |         |                      |
| ХБТ 941 (2)    | 2:5     | Мвангхат Юнайтед (2) |
| Мастер 7       | 0:2     | Лао Тойота           |

## 1/2 фіналу
| Команда 1            | Рахунок      | Команда 2  |
| -------------------- | ------------ | ---------- |
| 24 жовтня 2020       |              |            |
| Янг Елефантс         | 2:2 пен. 5:4 | Езра       |
| Мвангхат Юнайтед (2) | 2:0          | Лао Тойота |

## Фінал
| 31 жовтня 2020 14:00 (EEST) |

| Янг Елефантс       | 2:1      | Мвангхат Юнайтед (2) |
| ------------------ | -------- | -------------------- |
| Нішихара 7', 90+3' | Протокол | Сісавадх 88'         |

| Новий Лаоський національний стадіон, В'єнтьян Арбітр: Ксайпасеут Пхонсаніт |